# Koffiemolen (Formerum)
De Koffiemolen, ook de Formerumermolen genoemd, is een voormalige korenmolen in het dorp Formerum, dat op het Friese waddeneiland Terschelling in de gelijknamige Nederlandse gemeente ligt.

## Beschrijving
De Koffiemolen, de enige windmolen op het eiland, werd oorspronkelijk in 1838 gebouwd in de buurtschap Dellewal bij West-Terschelling. In 1876 werd hij overgebracht naar zijn huidige locatie aan de westrand van Formerum. Vanaf 1935 had de molen op één roede Bilauwieken. Rond 1949 werd hij van fokwieken voorzien. In het rietdek van de Koffiemolen is het wapen van Terschelling verwerkt.
In 1964 werd het gedeelte op de begane grond ingericht als koffiehuis en werd het motorhok van de molen verbouwd tot keuken en toiletruimte. Het binnenwerk werd echter intact gelaten, waardoor de molen nog altijd draaivaardig is. Hij werd in 1980-1981 gerestaureerd. Dat gebeurde opnieuw in 2002, toen de verroeste uiteinden van de gelaste roeden werden vervangen. Ook werd de staartbalk vernieuwd.
De Koffiemolen is een rijksmonument. Hij draait incidenteel en kan op afspraak worden bezichtigd.

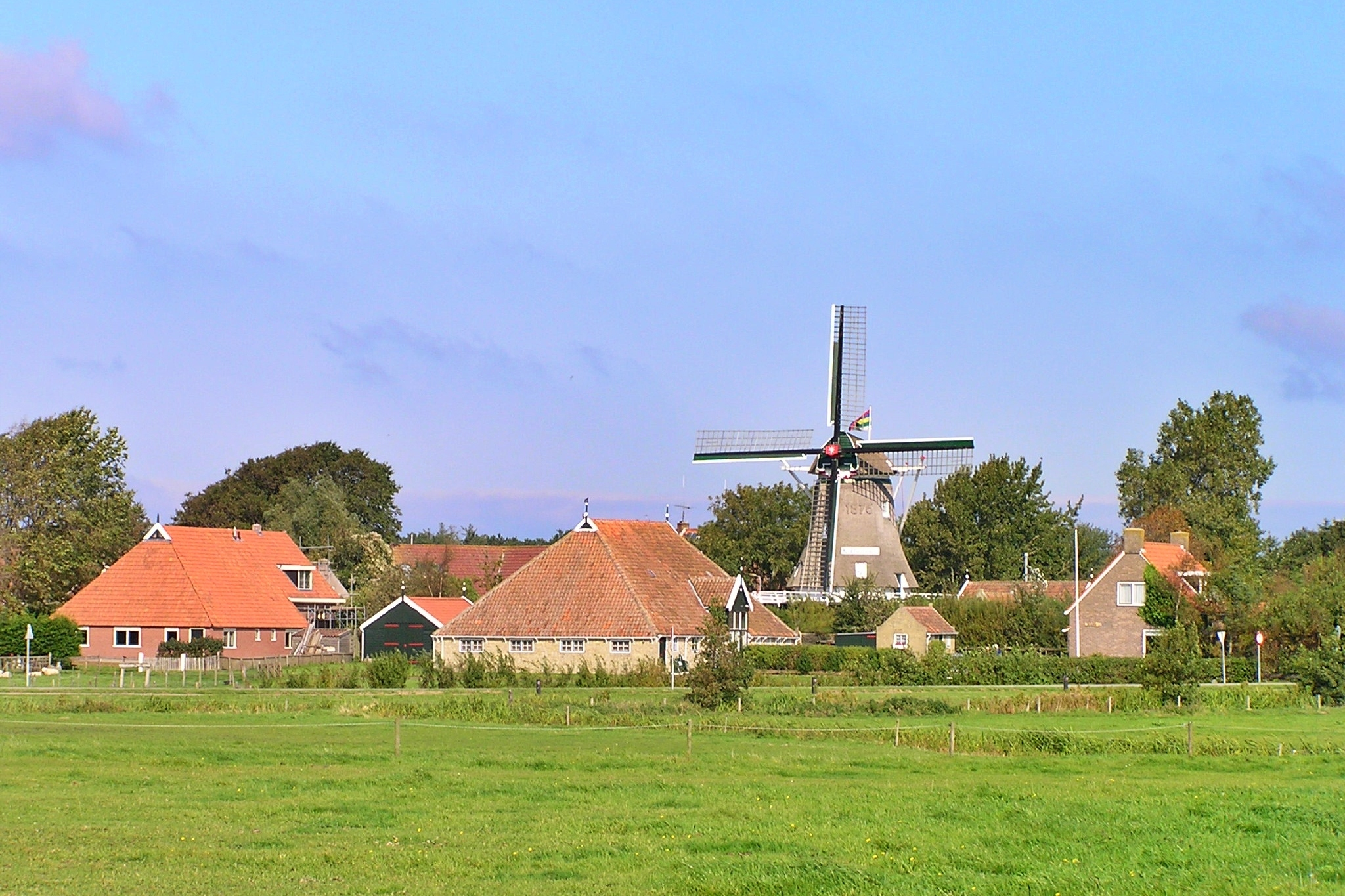
Formerum